# George Buckley
George Buckley (1866 – 1937) è stato un esploratore neozelandese.
Ha partecipato alla spedizione Nimrod in Antartide guidata da Ernest Shackleton.
Buckley conosce Shackleton in Nuova Zelanda quando la Nimrod fa scalo nella regione nel 1906. Tenta immediatamente di convincerlo a farlo salire a bordo della nave almeno siano all'inizio della banchisa quando promette di far ritorno a bordo della nave Koonya. Dopo molte esitazioni Shackleton acconsente di prenderlo a bordo poche ore prima della partenza.
Shackleton descriverà poi Buckley nel libro The Heart of the Antarctic Buckley come:
Raggiunti i 61º 29' sud Shackleton annota inoltre:
A lui è dedicata la baia Buckley in Antartide, scoperta durante la spedizione Aurora.